# 奧古斯塔 A.101
奧古斯塔 A.101是一款奧古斯塔於1960年代研製的大型運輸直升機。儘管義大利武裝部隊對其表現出興趣，但最終也沒有下訂單。因始終沒出現買家，該項目隨後於1971年取消。

## 發展

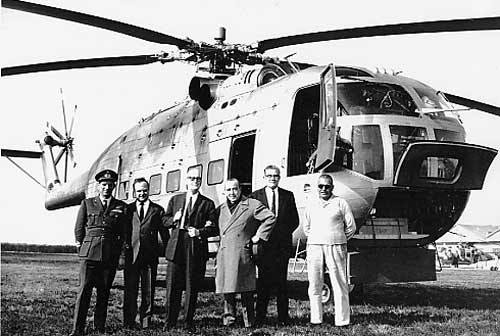
站在A.101前的合照。右三的是多梅尼科·奧古斯塔，右四的是菲利波·扎帕塔，照片攝於1964年

A.101採用傳統的單旋翼配置，配備三輪起落架。該機機身後部有裝載坡道和兩扇大型滑動門。
A.101開發的最後階段是將機身拉伸3m(10ft)，並將引擎升級為更強大的通用T58General Electric T58渦輪軸發動機。雖然性能顯著提升，但最終義大利政府選擇了由奧古斯塔獲得許可建造的SH-3海王直昇機，並非其自主設計的A.101。
單一原型保存在卡希納科斯塔的阿古斯塔博物館。

## 型號
A.101D
由菲利波·扎帕塔設計的模型於1958年4月展示於米蘭貿易博覽會。該機編號為AZ.101，以表彰 扎帕塔在設計過程中的貢獻。該機預計裝配由3具750hp(559kW)Turbomeca Turmo發動機。
A.101G
裝配3具1,400hp(1,044kW)勞斯萊斯Gnome H.1400渦輪軸發動機，共1架原型機
A.101H
升級的版本，機身將會延伸3m(10ft)，並改用三具通用T58General Electric T58渦輪軸發動機提供動力，最終沒有實施。